# Tătarii crimeeni
Tătarii crimeeni (sing. qırımtatar, pl. qırımtatarlar) sau crimeenii (sing. qırım, qırımlı, pl. qırımlar, qırımlılar) sunt un grup etnic vorbitor al unei limbi turcice, care își au originea în Crimeea. Ei vorbesc limba tătară crimeeană .

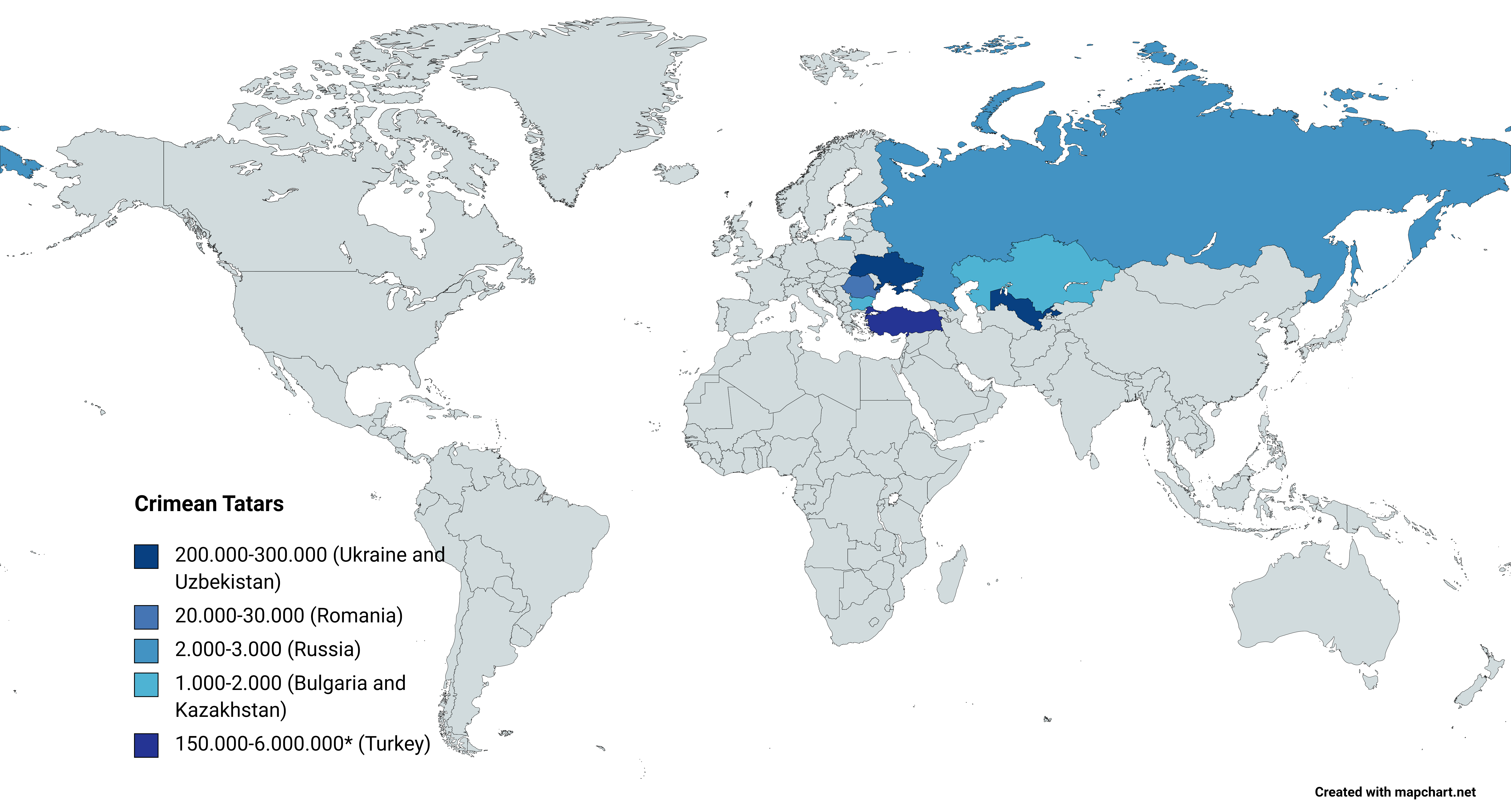

Astăzi, în afară de tătarii care sunt încă rezidenți în Crimeea, mai există comunități relativ numeroase și compacte în Turcia, România, Bulgaria, Uzbekistan, Europa Apuseană și America de Nord, dar și comunități mai mici în Finlanda, Lituania, Rusia, Belarus, și Polonia. (Vezi și Diaspora tătarilor crimeeni).
Peste 300.000 de tătari locuiesc în Crimeea și aproximativ 450.000 rămân în exil în Asia Centrală, în special în Uzbekistan. Există estimări care spun că sunt aproximativ 5 milioane de tătari crimeeni care trăiesc în Turcia, descendenți ai tătarilor care au emigrat în secolele al XIX-lea și al XX-lea. În Dobrogea (România) și Cadrilater (Bulgaria) trăiesc aproximativ 50.000 de tătari(conform cercetarilor de teren pe care le-am efectuat în perioada 2000-2008), dintre care numai 6.000( conform datelor de pe site-urile referitoare la Tătarii Crimeeni) în Bulgaria.

## Istoria tătarilor crimeeni
Tătarii crimeeni sunt descendenții unor popoare turcice amestecate – (bulgari, hazari, pecenegi și cumanii) ca și a unor popoare neturcice – (sciți, sarmați, cimerieni, alani) care erau stabiliți în Europa Răsăriteană prin secolul al VII-lea î.dH. Populațiile neturcice au fost asimilate în timp de popoarele turcice migrate în zonă. Actualul nume al populației este folosit încă din secolul al XIII-lea, când Crimeea a fost ocupată de mongoli (sau așa cum erau cunoscuți în Rusia și mai apoi în restul Europei – tătari).
Tătarii crimeeni sunt împărțiți în trei subgrupuri etnice: tați (care nu trebuie confundați cu poporul tat din Caucaz) și care locuiau zona muntoasă a peninsulei Crimeea mai înainte de 1944, formând cam 60% din totalul populației, ialiboilii, care trăiau pe coasta sudică a peninsulei și care reprezentau cam 35% din populație și noğaii (care nu trebuie confundați cu poporul nogai) care erau locuitorii stepelor crimeene. În vreme ce noğaii au păstrat trăsături asiatice, celelelalte două subgrupuri tătare au trăsături specifice rasei albe. 
Tătarii crimeeni au format o națiune în timpul existenței Hanatului Crimeii. Acest hanat era un stat musulman al populației vorbitoare de limbă turcică din peninsula Crimeea și din stepele din nordul acesteia și care s-a numărat printre cele mai mari forțe militare din Europa Răsăriteană până în secolul al XVIII-lea. Tătarii crimeeni au adoptat islamul în secolul al XIII-lea și din acel moment, Crimeea a devenit un important centru al civilizației musulmane. Conform afirmațiilor baronului Iosif Igelström, în 1783 erau în Crimeea aproximativ 1.600 de moschei și școli religioase. În Bahcesaray, hanul Meñli I Giray a construit Zıncırlı Medrese (Medresă cu lanț), un seminar islamic unde cei care intrau trebuiau să se aplece pentru a trece pe sub lanțul atârnat de ușă. Gestul de aplecare pe sub lant, pentru a intra in medresa, era un gest simbolic reprezentand respectul societății crimeene fata de o institutie de invatamant si fata de actul educational in sine.Meñli I Giray a fost ctitorul unei mari moschei după modelul Hagia Sofia, moschee căzută în ruină la mijlocul secolului al XIX-lea. Hanii au construit și un palat vast,Hansarayi adica Palatul Hanilor în Bahcesaray, care s-a păstrat până astăzi. Sahib I Giray a fost patronul numeroșilor învățați și artiști de la curtea sa. În timpul domniei hanului Devlet I Giray, renumitul arhitect al epocii,Sinan, a construit moscheea Cuma Cami din Kezlev (Evpatoria).
În zona Crimeii, comerțul cu sclavi este consemnat încă în primele documente scrise. Când mongolii au cucerit zona, ei au legalizat comerțul cu sclavi, aceștia fiind considerați pradă de război cucerită în timpul raidurilor militare. Conform legilor islamice, alte modalitați de obținere a sclavilor decât prin război nu erau acceptate.
Tătarii crimeeni s-au făcut cunoscuți prin numeroasele raiduri devastatoare în Ucraina și Rusia, unul dintre cele mai importante atacuri având loc în 1571, când au asediat și incendiat Moscova. Până la începutul secolului al XVIII-lea, tătarii crimeeni au făcut un intens comerț cu sclavi cu Imperiul Otoman și Orientul Mijlociu. Una dintre cele mai importante piețe de sclavi a fost Kaffa (Feodosia). Anumiți cercetători apreciază că aproximativ 3 milioane de oameni, în special ucrainieni, dar și ruși, belaruși și polonezi, au fost capturați și transformați în sclavi cât timp a existat Hanatul Crimeii. Hanatul Crimeii a fost la rândul lui amenințat în mod constant după apariția organizațiilor(sici) militar-teritoriale ale kazacilor, mai ales ale kazacilor zaporojeni.
Hanatul Crimeii a devenit protectorat al Imperiului Otoman în 1475, când generalul turc Gedik Ahmet Pașa a cucerit coasta de sud a Crimeii. Otomanii au respectat însă dreptul hanilor de stăpânire asupra restului peninsulei și a stepelor din nord
In urma Revoluției Bolșevice din Octombrie 1917, Tătarii Crimeeni s-au mobilizat pentru a-și lua destinul în propriile mâini. A fost convocat Congresul Tătarilor Crimeeni care a avut drept obiectiv fundamental organizarea structurilor politice și administrative menite a duce lupta pentru autodeterminare și proclamarea Republicii Tătare Crimeene, independente. Aceasta era în conformitate cu aspirațiile Tătarilor Crimeeni care, după anexarea Crimeii de către Imperiul Rus în anul 1783 și desființarea Hanatului, fuseseră deposedați de toate drepturile în propria țară.
În condițiile dificile ale Primului Război Mondial, Congresul a decis organizarea primelor alegeri pentru Parlamentul Național. Au fost aleși 76 deputați, între care se aflau și 4 femei. Convocat în prima sa sesiune în data de 13 decembrie 1917, Parlamentul a elaborat Constituția, iar la 26 Decembrie a proclamat Republica Democrată Tătară Crimeea. La conducerea tinerei Republici a fost ales Numan Çelebi Cihan, unul din liderii de excepție ai Tătarilor Crimeeni.
Din nefericire, însă, această Republică a avut o existență extrem de scurtă. Bolșevicii, sub pretextul unei întâlniri pentru o alianță, l-au arestat pe Numan Çelebi Cihan și l-au executat. Așa au reușit să lichideze în fașă mișcarea de renaștere a statului Tătar Crimeean.
De menționat că, această Republică a Tătarilor Crimeeni se înscrie în istoria lumii ca fiind prima Republică din Lumea Turcică și Islamică, prin tradiție monarhice.
Legea românească ce stipulează consfințirea zilei de 13 Decembrie drept sărbătoare a Comunității Tătare din România este un fapt unic în lume, ceea ce demonstrează, încă o dată, climatul de toleranță și de bună conviețuire de care au parte comunitățile etnice din Romania.